# Genetička teorija prirodne selekcije
Genetička teorija prirodne selekcije (engl.: The Genetical Theory of Natural Selection), knjiga R. A. Fishera prvi put izdana 1930. u Clarendonovoj nakladi. Jedna je od najvažnijih knjiga moderne evolucijske sinteze, često citirana u biološkim knjigama.

## Izdanja
Drugo, neznatno izmijenjeno izdanje reizdano je 1958. godine. Treće izdanje, variorum (ISBN 0-19-850440-3) objavljeno je 1999. godine, a sadrži izvornik iz 1930., s bilješkama izmjenâ iz 1958., pri čemu su objavljene bilješke i izmjene nenamjerno izostavljene u drugom izdanju, a uredio ga je Henry Bennett.

## Poglavlja
Djelo sadrži sljedeća poglavlja:
1. Priroda nasljeđivanja
2. Fundamentalni teorem prirodne selekcije
3. Evolucija dominantnosti
4. Varijacija determinirana mutacijom i selekcijom
5. Varijacija itd.
6. Spolno razmnožavanje i spolna selekcija
7. Mimikrija
8. Čovjek i društvo
9. Nasljeđivanje humanog fertiliteta
10. Razmnožavanje u odnosu na društvenu klasu
11. Socijalna selekcija fertiliteta
12. Uvjeti permanentne civilizacije

## Sadržaj
U predgovoru Fisher razmatra neke opće točke uključujući onu da mora postojati razumijevanje prirodne selekcije različito od onoga u evoluciji i da su tadašnji recentni napredci na polju genetike (vidi povijest genetike) tada to omogućili. U prvom poglavlju Fisher razmatra prirodu nasljeđivanja odbacujući miješano nasljeđivanje u korist čestičnog nasljeđivanja. Drugo poglavlje uvodi Fisherov fundamentalni teorem prirodne selekcije. Treće poglavlje razmatra evoluciju dominantnosti za koju je Fisher vjerovao da je pod snažnim utjecajem modifikatora. Posljednjih pet poglavlja (8. – 12.) uključuje Fisherove više idiosinkratične poglede na eugeniku.

## Posveta
Knjiga je posvećena pukovniku Leonardu Darwinu, Fisherovu prijatelju, korespondentu i sinu Charlesa Darwina, "u zahvalnost za ohrabrivanje, upućeno autoru, tijekom posljednjih petnaest godina, raspravljanjem o mnogim problemima kojima se ova knjiga bavi".

## Više informacija
- evolucija

## Vanjske poveznice
- "The Origin of 'Genetical'"  Arhivirana inačica izvorne stranice od 12. rujna 2017. (Wayback Machine), Open Library